# 通教寺
通教寺（つうきょうじ）は、中華人民共和国北京市東城区にある仏教寺院。通教寺は北京唯一の尼僧寺。

## 歴史
通教寺は、明代に創建された。清代になると尼僧寺に変えられ、「通教禅林」と改称。
1981年-1985年、地元政府は寺院を修復する。
1983年、中華人民共和国国務院は仏寺を漢族地区仏教全国重点寺院に認定した。

## 伽藍
大雄宝殿（本堂）、念仏堂、五観堂、尼舎

## 重要文化財
- 善財童子五十三参画像
- 日本大正新脩大蔵経一部